# Bukit Timah
A Bukit Timah hegy Szingapúrban található, a város legmagasabb pontja 163,63 méteres magasságával. A Bukit Timah a Szingapúrhoz tartozó legnagyobb sziget földrajzi középpontjához közel található.
A hegy területén található a Bukit Timah Természetvédelmi terület, valamint számos családi ház és apartmanház.

## A név eredete és a hegy története
Maláj nyelven a Bukit Timah szó szerint "ónhegy"-et jelent. A hegy először 1828-ban jelent meg egy térképen Bukit Timah néven, amikor két önálló hegyként ábrázolták a Kranji folyó keleti forrásánál.
Mivel a sziget belsejét akkor még nem térképezték fel, a hegy nevét és helyét feltehetően a szigeten lakó maláj közösségtől kapták meg a térkép készítői. Elképzelhető azonban, hogy a névnek semmi köze nincs az ónhoz, mivel a malájban a hegy másik elnevezése Bukit Temak, vagyis a "temak fák hegye". A "pokok temak" fa a hegy lejtőin nőtt akkoriban és az európai felfedezők fülének a "temak" kiejtése elég közel lehetett a "timah" kiejtéséhez. Más elképzelés szerint a "Timah" a malájok körében népszerű "Fatimah" női név rövidített változata.
1843-ban épült meg az első út, amely felvezetett a hegyre. A látogatók számára épült egy kis kunyhó és székek. A hegyet, jó levegője miatt, különösen kedvelték a város fülledt levegője elől menekülő európaiak.
A hegy lejtőin épült ki a Singapore Turf Club, a város egyik legelőkelőbb klubja, amely zártkörű lóversenyeket rendezett.

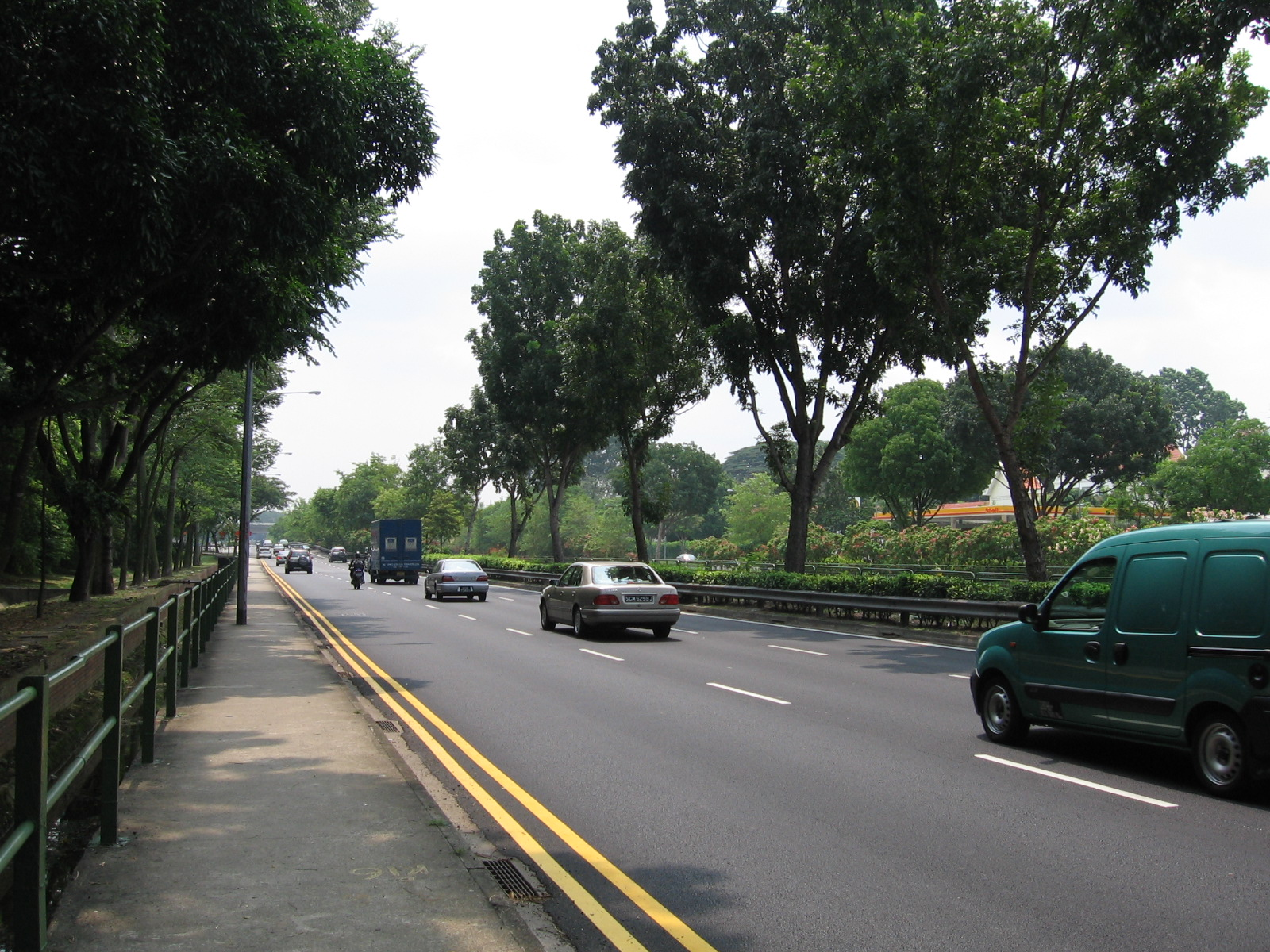
A Bukit Timah Road az egyik legkorábban épült út Szingapúrban

A 25 km hosszú Bukit Timah Road út Szingapúr egyik leghosszabb és legkorábban megépült útja, 1845-ben készült el és észak-déli irányban szeli át a szigetet. A korabeli feljegyzések szerint ekkor a térségben még annyi tigris élt, hogy komoly fenyegetést jelentettet az utazókra. 1860-ban közel 200 ember esett áldozatul a tigriseknek a közeli borsültetvényeken.
A második világháború szingapúri csatája alatt a Bukit Timah Road környékén próbálta meg utoljára feltartóztatni a brit hadsereg az előrenyomuló japánokat. Miután 1942. február 11-én a japánok elfoglalták a hegyet, a britek elvesztették élelmiszer és lőszerkészleteik nagy részét, amelyet a hegyen tároltak és február 15-én a helyi brit erők parancsnoka, A. E. Percival tábornok megadta magát Jamasita Tomojuki tábornoknak a hegyen található Ford üzemben.
A sziget japán megszállása során a japános egy sintoista szentélyt építettek a hegyen, illetve két emlékművet a harcok során elesett japán és bit katonák emlékére. A háború vége felé, mielőtt a japánok megadták magukat, a szentélyt lerombolták, hogy azt a visszatérő britek nehogy megszentségtelenítsék. Az ugyancsak a japánok által kivájt barlangok, amikben a lőszerkészleteiket és más hadianyagokat tároltak, még ma is láthatók. A hegyen eltemetett japán katonák maradványait azóta a Japánban található Yasukuni szentélybe szállították, míg a brit katonák maradványait a Kranji War Memorial területén temették el.
A második világháború után a hegyen található tanyák és ültetvények helyén hamarosan gyárak és lakóépületek épültek. Az 1960-70-es évekre Bukit Timah fontos ipari kerület volt Szingapúrban. Mára az üzemek helyén családi házak, bungalók és ikerházak éltek, ezáltal Szingapúr egyik legdrágább lakókerülete lett. A helyi gazdagok és a külföldiek által kedvelt hegyen igen magasak az ingatlanárak.

## Fordítás
- Ez a szócikk részben vagy egészben  a   Bukit Temah című angol Wikipédia-szócikk fordításán alapul.  Az eredeti cikk szerkesztőit annak laptörténete sorolja fel. Ez a jelzés csupán a megfogalmazás eredetét és a szerzői jogokat jelzi, nem szolgál a cikkben szereplő információk forrásmegjelöléseként.

## Külső hivatkozások
- Interaktív 360° virtuális túra a Bukit Timah Természetvédelmi Területen